# Montagnes Belgica
Pour les articles homonymes, voir Belgica.
Les montagnes Belgica (72° 35′ S, 31° 15′ E) sont une chaîne de montagnes isolées d'environ 15 kilomètres de long se trouvant à une centaine de kilomètres est-sud-est des montagnes Sor Rondane dans la terre de la Reine Maud. La chaîne montagneuse fut découverte par l'expédition antarctique belge de 1957-1958 menée par Gaston de Gerlache de Gomery, et fut nommée d'après le nom du navire Belgica, commandé par son père, le lieutenant Adrien de Gerlache de Gomery, à la tête de l'expédition antarctique belge de 1897-1899.